# Chuck Palahniuk

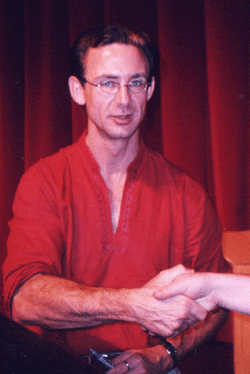
Chuck Palahniuk de gira a la Universitat d'Albany per a promocionar Diari: Una novel·la (21 de setembre de 2004)

Charles Michael Chuck Palahniuk (Pasco, Washington, Estats Units, 21 de febrer de 1962) és un novel·lista satíric estatunidenc i periodista independent resident a Portland (Oregon). És famós per la seva guardonada novel·la Club de lluita, que posteriorment David Fincher va adaptar al cinema. Les seves obres, similars en estil a les de Bret Easton Ellis, Irvine Welsh i Douglas Coupland, l'han fet un dels novel·listes més populars de la Generació X.

### Ficció
- Insomnia: If You Lived Here, You'd Be Home Already, no publicat
- Fight Club, 1996. Es tracta de la seva novel·la més famosa. Palahniuk la va escriure en els seus temps lliures mentre treballava pel Freightliner. Inicialment es tractava d'un conte, publicat dins del recull "Pursuit and Hapiness", que acabaria convertint-se en el capítol 6 de la novela. Palahniuk va ampliar-lo, convertint-lo en una novela que, contra les seves pròpies expectatives, va ser rebut amb entusiasme pel seu editor, que va apostar per la seva publicació. Tot i que la primera edició del llibre va rebre crítiques positives i alguns premis, el seu pas per les llibreries va ser efímer. Palahniuk havia tingut problemes per trobar un agent literari i, de fet, no en va tenir un fins a la publicació de Fight Club. No obstant, quan la Twentieth Century Fox va mostrar interès en l'obra, Palahniuk va firmar amb en Edward Hibbert, actor i agent literari. En Hibbert va guiar i negociar l'acord que va dur Fight Club al cinema. L'any 1999, tres anys després de la publicació de la novela, l'adaptació cinematogràfica dirigida per en David Fincher va ser estrenada. La pel·lícula no va ser un èxit de taquilla, tot i que va ser núm. 1 de les llistes americanes el primer cap de setmana. La reacció de la crítica no va ser unànime. Però un moviment de culte cap a la pel·lícula va sorgir amb la seva edició en format DVD. La novela ha tingut nombroses reedicions, destacant-ne les de l'any 2004, on l'autor hi aporta una nova introducció sobre l'èxit de la versió cinematogràfica, i la de l'any 2005, on Palahniuk hi incorpora un epíleg.
- Survivor, 1999
- Invisible Monsters, 1999
- Choke, 2001
- Lullaby, 2002
- Diary, 2003
- Haunted, 2005
- Rant 2007

### No ficció
- Fugitives and Refugees: A Walk in Portland, Oregon, 2003
- Stranger Than Fiction: True Stories, 2004